# Molen van Wilsele
De molen van Wilsele was een van de laatste windmolens van de gebieden rond het Belgische Leuven. Tijdens de Eerste Wereldoorlog in 1914 werd hij door de Duitsers afgebrand. De laatste eigenaar van de molen was de 'Pachter Wol'. Deze molen stond in het verlengde van de huidige Hoogveldweg.